# Dimineața care nu se va sfârși
Dimineața care nu se va sfârși ('De ochtend die niet zal eindigen') is een Roemeens-Cypriotische dramafilm uit 2016 onder regie van Ciprian Mega.

## Verhaal
De Roemeense Eva prostitueert zich op Cyprus. De jonge vrouw heeft relaties met invloedrijke mannen. Een schokkende ontdekking verandert echter haar kijk op het leven en doet haar richten op het geloof. Eva's verhaal toont de zwakke positie van migranten en de beklemmende relatie die zij kunnen hebben met de autoriteiten van hun land van herkomst. De film gaat over angst en wanhoop, corruptie en onverschilligheid, maar ook over geloof en vergeving.

## Rolverdeling
- Ela Ionescu als Eva
- Valeriu Andriuță als priester
- Ovidiu Crișan als Roemeens ambassadeur in Cyprus
- Valer Dellakeza
- Ana Maria Moldovan
- Raluca Dacin
- Mihai Stănescu
- Teo Sandu
- Andreas Russos
- Florentina Țilea